# فرودگاه سانتو آنجلو
فرودگاه سانتو آنجلو (به انگلیسی: Santo Ângelo Airport) (به زبان بومی: Aeroporto Sepé Tiaraju) یک فرودگاه همگانی مسافربری با کد یاتا GEL است که یک باند فرود آسفالت دارد و طول باند آن ۱۶۲۵ متر است. این فرودگاه در کشور برزیل قرار دارد و در ارتفاع ۳۲۲ متری از سطح دریا واقع شده است.